# جرج راکبرگ
جرج راکبرگ (انگلیسی: George Rochberg؛ ۵ ژوئیه ۱۹۱۸ – ۲۹ مه ۲۰۰۵) آهنگساز یهودی موسیقی کلاسیک معاصر اهل ایالات متحده آمریکا بود.
او پس از مرگ فرزند نوجوانش، آهنگسازی در سبک سریالیسم را رها کرد و تا سال ۱۹۸۳ میلادی به تدریس موسیقی در دانشگاه پنسیلوانیا پرداخت و تا سال ۱۹۶۸ میلادی نیز، رئیس دپارتمان موسیقی این دانشگاه بود.
از شاگردان سرشناس وی می‌توان به یوری کین اشاره کرد.